# Рікард Норлінг
Рікард Норлінг (швед. Rikard Norling, нар. 4 червня 1971, Стокгольм) — шведський футболіст і футбольний тренер.

## Ігрова кар'єра
Народився 4 червня 1971 року в Стокгольмі. Займався футболом у структурі клубу «Беле», а з 1987 року — «Броммапойкарни».
У дорослому футболі дебютував 1990 року виступами за головну команду останнього клубу, де розглядався як дуже перспективний молодий гравець. Утім вже наступного року був змушений у 21-річному віці завершити ігрову кар'єру через важку травму спини. 

## Кар'єра тренера
Попри змушене припинення виступів на полі, вирішив пов'язати своє подальше життя у футболі і залишився у клубній структурі «Броммапойкарни», отримавши 1992 року позицію тренера однієї з юнацьких команд.
1996 року перейшов до структури клубу АІК, де працював на різних тренерських посадах до 2001 року.
На дорослому професійному рівні дебюутав як головний тренер 2002 року, очоливши на два сезони «Весбю Юнайтед», після чого протягом року працював з командою «Сундсвалля».
2005 року повернувся до АІКа вже як головний тренер основної команди, яка саме втратила місце в елітному Аллсвенскані. Під керівництвом нового тренера вона впевнено виграла Супереттан, другий дивізіон, забезпечивши підвищення в класі за три тури до завершення першості. За результатами сезону 2006 тренер був близьким до непересічного досягнення — АІК майже зумів виграти чемпіонат Швеції у перший же рік після підвищення із другого дивізіону, проте фінішував лише другим. Згодом результати команди погіршилися, і після двох поспіль сезонів, який вона завершувала на п'ятому місці, тренер був звільнений.
Після декількарічної перерви у тренерській роботі 2010 року очолив команду «Ассиріска ФФ», а наступного року став головним тренером «Мальме». 2013 року привів цю команду до перемоги у чемпіонаті Швеції. Відразу після цього тріумфу залишив команду і перебрався до Норвегії, прийнявши пропозицію попрацювати з місцевим «Бранном».
У травні 2015 року залишив норвезьку команду, а за рік удруге став головним тренером АІКа. За результатами сезону 2018 здобув другий у своїй тренерській кар'єрі став чемпіоном Швеції. Залишив АІК влітку 2020 року.
Протягом 2021–2022 років тренував «Норрчепінг».

## Досягнення
«Мальме»
- Чемпіон Швеції: 2013
- Володар Суперкубка Швеції: 2013

АІКЧемпіон Швеції: 2018
Особисті досягнення
- Тренер року Аллсвенскан: 2018[1]